# Marcus Claudius Marcellus Aeserninus (contemporain de Tibère)
Marcus Claudius Marcellus Aeserninus est un sénateur et un homme politique de l'Empire Romain.

## Biographie
En -5, lors de Jeux Troyens donnés par Auguste et auxquels participent les jeunes garçons de la noblesse, il se brisa la jambe, son grand-père l'orateur Asinius Pollio s'en plaignit au Sénat et Auguste mit fin à ses représentations.
Il est préteur en 19.
En 20, il était l'un de ceux à qui Cnaeus Calpurnius Piso a demandé d'assurer sa défense sur l'accusation d'empoisonnement de Germanicus, mais celui-ci a refusé de plaider en sa faveur.

## Famille
Il est le fils de son homonyme, Marcus Claudius Marcellus Aeserninus, Consul en -22, et de son épouse Asinia, la fille de Caius Asinius Pollio.
D'une épouse inconnue, il a une fille, Claudia Aesernina, qui est prêtresse du culte de Livie.
Marcus Asinius Marcellus, Consul en 54, est peut-être son fils.